# Europaparlamentets utskott för internationell handel
Europaparlamentets utskott för internationell handel (engelska: European Parliament Committee on International Trade, INTA) är ett av Europaparlamentets 20 ständiga utskott för att bereda ärenden i parlamentet. 
Utskottets nuvarande ordförande, vald den 10 juli 2019, är den tyske Europaparlamentsledamoten Bernd Lange (S&D).

## Presidium
| Namn                        | Funktion i utskottet | Land      | Grupp | Bild |
| --------------------------- | -------------------- | --------- | ----- | ---- |
| Bernd Lange                 | Ordförande           | Tyskland  | S&D   |      |
| Anna-Michelle Asimakopoulou | Viceordförande       | Grekland  | EPP   |      |
| Marie-Pierre Vedrenne       | Viceordförande       | Frankrike | RE    |      |
| Iuliu Winkler               | Viceordförande       | Rumänien  | EPP   |      |
| Jan Zahradil                | Viceordförande       | Tjeckien  | ECR   |      |